# 아이다호주의 통계 지구

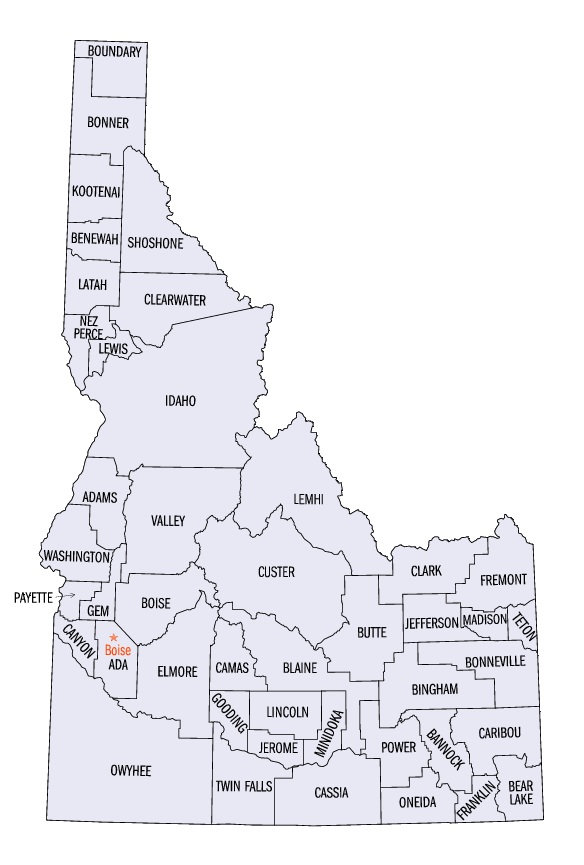
아이다호 주의 군들

아이다호의 주기

아이다호의 통계 지구(Idaho Statistical Area)는 아이다호 주에 있는 통계 지구이다.

## 범례
| 범례      | 의미                                     |
| --------- | ---------------------------------------- |
|           | 와이오밍에 속하는 지역                   |
|           | 유타에 속하는 지역                       |
|           | 오리건에 속하는 지역                     |
|           | 워싱턴에 속하는 지역                     |
|           | 2개의 주 이상에 걸친 지역(아이다호 해당) |
| 초록 글씨 | 다른 주에 속하는 지역의 인구 수          |
| 파란 글씨 | 아이다호와 다른 주에 걸친 지역의 인구 수 |

## 배치도
| 복합 통계 지구                    | 인구            | 핵심 기반 통계 지구    | 인구           | 군         | 인구      |
| --------------------------------- | --------------- | ---------------------- | -------------- | ---------- | --------- |
| 보이시시티-마운틴홈-온타리오 지구 | 831,235 800,664 | 보이시시티 지구        | 749,202        | 아다       | 481,587   |
| 보이시시티-마운틴홈-온타리오 지구 | 831,235 800,664 | 보이시시티 지구        | 749,202        | 캐니언     | 229,849   |
| 보이시시티-마운틴홈-온타리오 지구 | 831,235 800,664 | 보이시시티 지구        | 749,202        | 젬         | 18,112    |
| 보이시시티-마운틴홈-온타리오 지구 | 831,235 800,664 | 보이시시티 지구        | 749,202        | 오위히     | 11,823    |
| 보이시시티-마운틴홈-온타리오 지구 | 831,235 800,664 | 보이시시티 지구        | 749,202        | 보이시     | 7,831     |
| 보이시시티-마운틴홈-온타리오 지구 | 831,235 800,664 | 온타리오 지구          | 54,522 23,951  | 맬히어     | 30,571    |
| 보이시시티-마운틴홈-온타리오 지구 | 831,235 800,664 | 온타리오 지구          | 54,522 23,951  | 페이엣     | 23,951    |
| 보이시시티-마운틴홈-온타리오 지구 | 831,235 800,664 | 마운틴홈 지구          | 27,511         | 엘모어     | 27,511    |
| 아이다호펄스-렉스버그-블랙풋 지구 | 251,347         | 아이다호펄스 지구      | 151,530        | 본빌       | 119,062   |
| 아이다호펄스-렉스버그-블랙풋 지구 | 251,347         | 아이다호펄스 지구      | 151,530        | 제퍼슨     | 29,871    |
| 아이다호펄스-렉스버그-블랙풋 지구 | 251,347         | 아이다호펄스 지구      | 151,530        | 뷰트       | 2,597     |
| 아이다호펄스-렉스버그-블랙풋 지구 | 251,347         | 렉스버그 지구          | 53,006         | 매디슨     | 39,907    |
| 아이다호펄스-렉스버그-블랙풋 지구 | 251,347         | 렉스버그 지구          | 53,006         | 프레몬트   | 13,099    |
| 아이다호펄스-렉스버그-블랙풋 지구 | 251,347         | 블랙풋 지구            | 46,811         | 빙엄       | 46,811    |
| 스포캔-스포캔밸리-코어덜린 지구   | 734,218 165,697 | 스포캔-스포캔밸리 지구 | 568,521        | 스포캔     | 522,798   |
| 스포캔-스포캔밸리-코어덜린 지구   | 734,218 165,697 | 스포캔-스포캔밸리 지구 | 568,521        | 스티븐스   | 45,723    |
| 스포캔-스포캔밸리-코어덜린 지구   | 734,218 165,697 | 코어덜린 지구          | 165,697        | 쿠트나이   | 165,697   |
| 풀먼-모스코 지구                  | 90,212 40,108   | 풀먼 지구              | 50,104         | 휘트먼     | 50,104    |
| 풀먼-모스코 지구                  | 90,212 40,108   | 모스코 지구            | 40,108         | 라타       | 40,108    |
| 없음                              | 없음            | 트윈펄스 지구          | 111,290        | 트윈폴스   | 86,878    |
| 없음                              | 없음            | 트윈펄스 지구          | 111,290        | 제롬       | 24,412    |
| 없음                              | 없음            | 포커텔로 지구          | 95,489         | 배넉       | 87,808    |
| 없음                              | 없음            | 포커텔로 지구          | 95,489         | 파워       | 7,681     |
| 없음                              | 없음            | 샌드포인트 지구        | 45,739         | 보너       | 45,739    |
| 없음                              | 없음            | 벌리 지구              | 45,069         | 캐시어     | 24,030    |
| 없음                              | 없음            | 벌리 지구              | 45,069         | 미니도카   | 21,039    |
| 없음                              | 없음            | 루이스턴 지구          | 62,990 40,408  | 네즈퍼스   | 40,408    |
| 없음                              | 없음            | 루이스턴 지구          | 62,990 40,408  | 아소틴     | 22,582    |
| 없음                              | 없음            | 헤일리 지구            | 24,127         | 블레인     | 23,021    |
| 없음                              | 없음            | 헤일리 지구            | 24,127         | 카마스     | 1,106     |
| 없음                              | 없음            | 로건 지구              | 142,165 13,876 | 캐시       | 128,289   |
| 없음                              | 없음            | 로건 지구              | 142,165 13,876 | 프랭클린   | 13,876    |
| 없음                              | 없음            | 잭슨 지구              | 35,588 12,124  | 티턴       | 23,464    |
| 없음                              | 없음            | 잭슨 지구              | 35,588 12,124  | 티턴       | 12,124    |
| 없음                              | 없음            | 없음                   | 없음           | 아이다호   | 16,667    |
| 없음                              | 없음            | 없음                   | 없음           | 구딩       | 15,179    |
| 없음                              | 없음            | 없음                   | 없음           | 쇼쇼니     | 12,882    |
| 없음                              | 없음            | 없음                   | 없음           | 바운더리   | 12,245    |
| 없음                              | 없음            | 없음                   | 없음           | 밸리       | 11,392    |
| 없음                              | 없음            | 없음                   | 없음           | 워싱턴     | 10,194    |
| 없음                              | 없음            | 없음                   | 없음           | 베너와     | 9,298     |
| 없음                              | 없음            | 없음                   | 없음           | 클리어워터 | 8,756     |
| 없음                              | 없음            | 없음                   | 없음           | 레미       | 8,027     |
| 없음                              | 없음            | 없음                   | 없음           | 카리부     | 7,155     |
| 없음                              | 없음            | 없음                   | 없음           | 베어레이크 | 6,125     |
| 없음                              | 없음            | 없음                   | 없음           | 링컨       | 5,366     |
| 없음                              | 없음            | 없음                   | 없음           | 오나이다   | 4,531     |
| 없음                              | 없음            | 없음                   | 없음           | 커스터     | 4,315     |
| 없음                              | 없음            | 없음                   | 없음           | 애덤스     | 4,294     |
| 없음                              | 없음            | 없음                   | 없음           | 루이스     | 3,838     |
| 없음                              | 없음            | 없음                   | 없음           | 클라크     | 845       |
| 아이다호                          | 아이다호        | 아이다호               | 아이다호       | 아이다호   | 1,787,047 |

## 참고
- 인구 수는 2019년 기준이며 단위는 '명'이다.
- 아다군은 아이다호주 행정 기관들이 있는 보이시가 있기 때문에 굵은 글씨로 표기했다.

## 같이 보기
- 대도시 통계 지구